# Cápsula del tiempo Yahoo!
La Cápsula del tiempo Yahoo! fue una idea original de un artista de prominencia en Internet, Jonathan Harris. La Yahoo! Time Capsule es una cápsula del tiempo, un proyecto patrocinado por Yahoo! Inc., donde los usuarios podían contribuir junto a Yahoo! para dejar un legado digital de cómo era la vida en el 2006. 
La contribución de los usuarios estuvo abierta desde el 10 de octubre hasta el 8 de noviembre de 2006, cuando iba a ser cerrada. Las esperanzas o ideas de sus creadores era la de capturar los sentimientos y pensamientos del mundo tal y como eran en el 2006, con propósitos históricos. 
Al 6 de noviembre de 2006, el número total era de 133 872 contribuciones por Internet, tanto de hombres como mujeres de cualquier latitud del mundo.
La cápsula fue cerrada en el 8 de noviembre de 2006; después de esto la colección digital de esta cápsula será entregada al Smithsonian Folkways Recordings, una rama de este famoso museo localizada en Washington D. C., y permanecerá sellada hasta el día que Yahoo! cumpla su 25 aniversario en el 2020. 
Según la página oficial, "tu obra ya fue llevada al Smithsonian Folkways Recordings, la cual se perfila como una de las reliquias más famosas de la Tierra, la cual será expulsada por un rayo Láser hacia el espacio exterior." "Esto será definitivamente algo digno de mandar un email a sus nietos algún día", agrega la nota.
En adición de contribuir libremente con un texto, audio, imágenes y vídeos (los cuales son moderados hasta que se entregan), los visitantes pueden ver las entradas previamente incluidas y el escoger comentar o aun mandarlas por correo electrónico a otros. 
A cambio de enviar contenido a la Cápsula del Tiempo, Yahoo! pidió a los usuarios que votaran por una de siete organizaciones benéficas que recibirían una parte de $100 000, según el porcentaje de votos recibidos por los contribuyentes. Las organizaciones son las siguientes:
- World Wide Fund for Nature
- Comité Internacional de Rescate
- Grameen Foundation
- Unicef
- ONE Campaign o Campaña Uno
- Seeds of Peace o Semillas de paz
- International Child Art Foundation o Fundación internacional para el desarrollo de las Artes en la Niñez.

## Propósito
El propósito de la Cápsula del Tiempo Yahoo! fue el de crear un legado digital del mundo mismo, el cómo era y se veía, sus perspectivas de acuerdo a la mente individual de cada participante alrededor del mundo, para las generaciones futuras, el que ellas puedan ver, leer y oír, los datos ahí dejados. Este propósito es muy similar a las otras cápsulas del tiempo que han sido dejadas por nuestros ancestros, que fue el de capturar una parte de ese tiempo histórico, sea al que haya sido, al haber capturado las emociones y estilos de vida del 2006.